# Diários Associados
Diários Associados (abreviado Associados o D.A.) es un conglomerado de medios de comunicación brasileño. Fue fundado en 1924 por Assis Chateaubriand. La corporación llegó a ser el mayor conglomerado de la prensa brasileña llegando a tener 100 empresas durante su apogeo.

## Historia

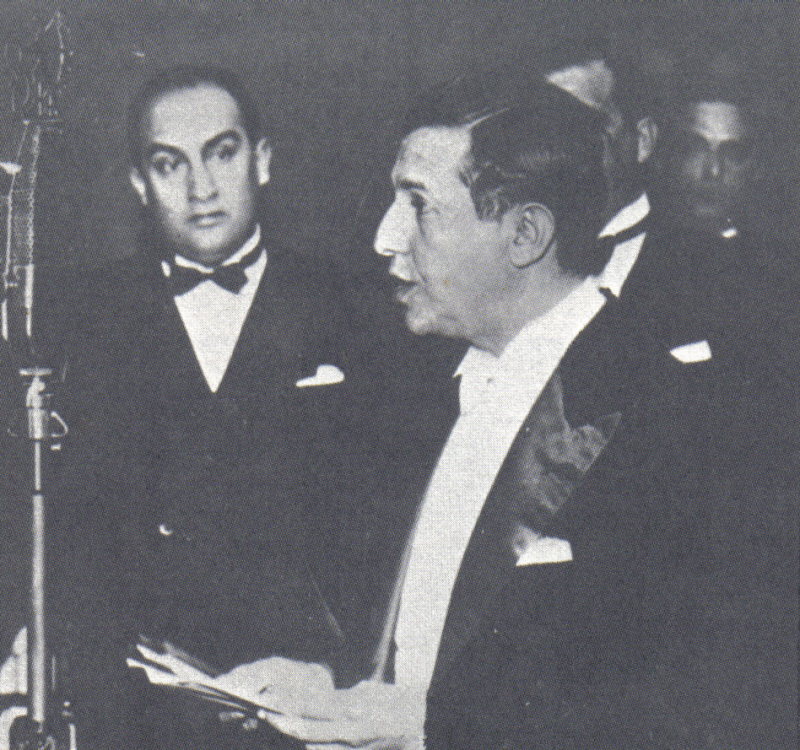
Assis Chateaubriand habla por micrófono durante la inauguración de Super Rádio Tupi en São Paulo, el 3 de septiembre de 1937

La trayectoria de Diários Associados comenzó el 2 de octubre de 1924 cuando el periodista Assis Chateaubriand, entonces de 32 años, adquirió O Jornal, publicación que circulaba en Río de Janeiro desde 1919. Fundó y adquirió otras empresas de prensa, radio y televisión y el grupo se convirtió en uno de los más importantes de Brasil. En 1928, fundó la primera revista del país, O Cruzeiro. La televisión llegó en 1950 con TV Tupi en São Paulo, la primera emisora de América Latina. 
Antes de morir, Chateaubriand creó el "Condomínio Acionário" en 1959 y distribuyó las acciones de las empresas a 22 amigos, entre ellos varios directivos de medios de comunicación del grupo, y a sus hijos. Se convirtieron en condóminos, responsables de la propiedad de las empresas. El número de condóminos no puede aumentar y cuando uno fallece, se elige a otro directivo para ocupar su lugar en el condominio.
El 12 de noviembre de 1995 entró en funcionamiento el sitio web del Estado de Minas. Era el segundo periódico en línea del país sólo superado por el Jornal do Brasil. La empresa invirtió entonces en su propio proveedor de acceso a internet, lanzando el Portal Uai el 29 de enero de 1996.
En 2000, algunos de los vehículos activos de Diários Associados fueron bloqueados en los tribunales por Gilberto Chateaubriand, hijo del fundador del grupo. En 2008, adquirió el 50% de TV Brasília. En 2009, el grupo cumplió 85 años y, para celebrarlo, lanzó su nueva marca y eslogan "La vida con más contenido", cuya idea es reforzar su presencia.  En agosto de 2010, Diários Associados ganó una batalla judicial en la que se disputaba la legalidad de la donación de fracciones del condominio accionarial por parte del fundador del grupo Assis Chateaubriand tras su fallecimiento.
El 14 de abril de 2012, el grupo anunció la compra del 50% de la revista Encontro en Minas Gerais.
El 23 de diciembre de 2014, aparecieron en la prensa notas de que el grupo se deshacía de todos sus medios de comunicación en la Región Nordeste, y los vendía al Grupo Hapvida. El acuerdo, que sólo excluía a los periódicos O Imparcial, Aqui Maranhão] de São Luís, Maranhão, y las emisoras de radio Clube de Fortaleza, Ceará, y Clube de Natal, Río Grande del Norte, ya estarían en las etapas finales de negociación, esperando sólo la aprobación del CADE.  Esto se confirmó el 19 de enero de 2015, cuando el CADE aprobó la venta del 57,5% de las empresas del grupo al Sistema Opinião de Comunicação, a través de la razón social Canada Investimentos Ltda. (hoy PPar Com Investimentos Ltda.). Así, Diários Associados pasaría a ser accionista minoritario de TV Clube de Recife, TV Clube de João Pessoa, TV Borborema, Rádio Clube Campina Grande, Clube FM João Pessoa, Clube FM Natal (arrendada a Vida FM), Rádio Clube Recife, Clube FM Recife y los periódicos Diario de Pernambuco' y Aqui PE.  Los Diários Associados acabaron vendiendo el resto de sus acciones en estas empresas en 2019, quedándose sólo con las acciones en las empresas de radio y prensa escrita de Pernambuco.
El 19 de agosto de 2019 se anunció que Clube FM de Brasilia formaría una red de radio por satélite. La Rede Clube FM salió al aire el 18 de noviembre, inicialmente con 15 afiliados, la mayoría de ellos de la desaparecida Transamérica Hits.
El 10 de mayo de 2023, el Condomínio Acionário dos Diários Associados eligió al periodista Josemar Gimenez como nuevo presidente de la Comisión Plenaria del grupo, en sustitución de Álvaro Teixeira da Costa, que lo presidía desde 2002. Josemar asumió también la presidencia de las filiales de Minas Gerais y Río de Janeiro de Diários Associados, mientras que Guilherme Machado asumió la misma función en el Distrito Federal.